# 朗登氏寶麗魚
朗登氏寶麗魚，為輻鰭魚綱鱸形目隆頭魚亞目慈鯛科的其中一種，分布於南美洲巴西Tapajós河上游流域，體長可達9.7公分，棲息在溪流中底層水域，生活習性不明。